# マミー・ポコ
マミー・ポコ（英: Mamy Poko）は、ユニ・チャームが製造・販売するベビー用品のブランド。日本では1983年の発売当初から「ムーニー」の下位ブランドとして位置づけられている一方で、台湾（中華民国）、タイ王国、インドネシア、インドなど「ムーニー」ブランドを展開しない国では同社の主力ブランドと位置づけられている。

## 概要
日本を含むアジア各地で乳幼児用紙おむつの生産、販売が行われている。日本ではパンツタイプ紙おむつのみ販売されているが、台湾、タイ、インドネシアなどの海外ではパンツタイプのほかテープ止めタイプも販売する。また台湾では乳幼児用紙おむつのみならず、おしりふきといったベビー用品や産褥パッド、母乳パッドといったマタニティ用品も展開している。

## 沿革
- 1983年 - 日本でテープ止めタイプ発売[2]。
- 1995年 - 日本でパンツタイプ発売[3]。
- 2018年4月24日 - 国内販売分のパンツタイプはマミーポコ初のおしっこサインを採用[4]。
- 2018年秋 - テープ止めタイプの国内販売を終了する。
- 2019年10月21日 - 国内販売分のキャラクターをディズニーキャラクター（「ミッキーマウス」等）から「ドラえもん」に変更[5]。

## 日本
国内にはより高機能のムーニー、ムーニーマン、ナチュラルムーニー、ナチュラルムーニーマンという上位製品が存在していることから廉価商品としてボトムラインを支える。パッケージ・デザインには「ドラえもん」を採用しているのが特徴である。2019年秋以前はディズニー社のアニメキャラクター（主に「ミッキーマウス」、限定販売品は「チップとデール」・「リロ・アンド・スティッチ」）を採用していた。

## アジア各国
台湾、タイ、インドネシア、インドで製造されており、同国内または周辺諸国で販売が行われている。日本のパッケージとは異なり、パッケージ・デザインにはアニメキャラクターではなく乳児の写真が使われている。包装や大きさは、各国のニーズにあわせて異なっており、包装は1個パックから、大きさはSサイズからXXLまでさまざま。なお、「日本製」に対する安心感などから、台湾などでは日本で製造された製品も販売されており、製品や広告等で「日本進口（日本直輸入）」とパッケージに表示され、現地生産品と区別している。大韓民国でもLGグループと同社との合弁企業の現地生産品が「マミー・ポコ」ブランドで発売されている。

### シェア
タイとインドネシアでは、紙おむつのトップブランドとなっている。